# Ogcodes albiventris
Ogcodes albiventris este o specie de muște din genul Ogcodes, familia Acroceridae. A fost descrisă pentru prima dată de Johnson în anul 1904. Conform Catalogue of Life specia Ogcodes albiventris nu are subspecii cunoscute.